# Джавахадзе, Гиви Дементьевич
Гиви Дементьевич Джавахадзе (грузинский - გივი ჯავახაძე, 2 июля 1927, деревня Махлаки, Кутаисский район, Грузинская ССР — 11 мая 2018, Кутаиси, Грузия) — советский грузинский футболист, нападающий.

## Биография
Воспитанник грузинского футбола. Начинал свою карьеру после войны в родном Кутаиси. Там он выступал за местную команду «Динамо». С 1950 по 1952 годы Джавахадзе играл за тбилисское «Динамо». В его составе он становился призёром первенства СССР. Всего за команду в классе «А» нападающий провёл 9 игр, в которых забил 1 гол.
В дальнейшем Джавахадзе выступал за клубы: «Спартак» (Тбилиси), «Красное Знамя» (Иваново) и «Локомотив» (Кутаиси).

## Достижения
- Серебряный призёр чемпионата СССР: 1951